# TACOMSAT
De TACOMSAT of TACOMSAT-I (Tactical Communication Satellite) was de eerste tactische communicatiesatelliet gelanceerd door de Amerikaanse luchtmacht. De satelliet werd gelanceerd op 9 februari 1969 vanop Cape Canaveral en was operationeel tot eind 1972.
Doel van de missie was het testen van een telecommunicatiesatelliet die communicatie tussen mobiele grondstations (uitgerust met een kleine antenne) en overvliegende vliegtuigen (uitgerust met een UHF-antenne) mogelijk maakt. De satelliet vloog in een synchrone, geostationaire baan boven de Stille Oceaan.